# 加勢站

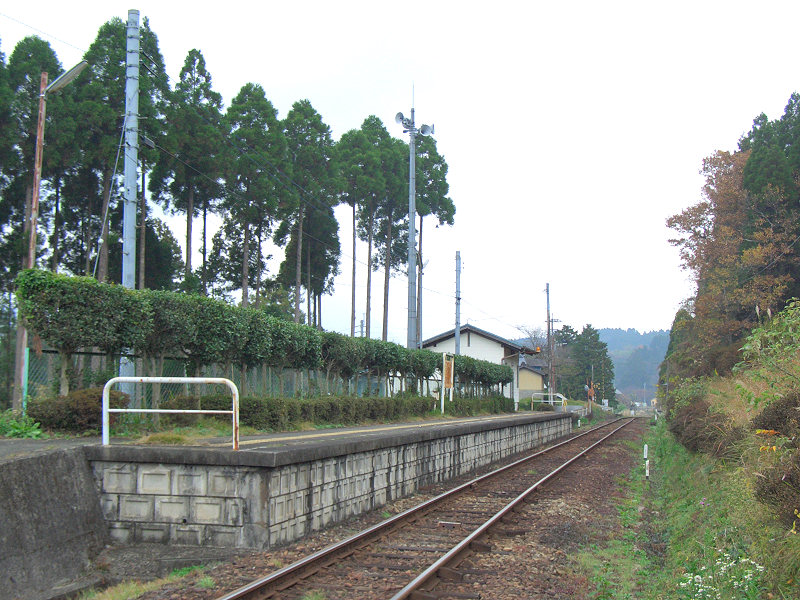
月台(2006年11月)

加勢站（日语：／ Kase eki */?）是位於熊本縣阿蘇郡南阿蘇村大字河陽，南阿蘇鐵道的高森線車站。

## 歷史
- 1986年（昭和61年）10月1日 - 車站啟用。
- 2016年（平成28年）4月14日至4月16日 - 受到熊本地震影響，路軌、橋粱和隧道受損，使列車暫停服務。
- 2023年（令和5年）7月15日：随立野 - 中松区间恢复运行而重新开始运行[2][3]。

## 車站構造
本站是地面車站，設有1面1線的單式月台。

## 使用狀況
| 1日上下車人次變化 | 1日上下車人次變化 |
| 年度              | 1日平均人次       |
| ----------------- | ----------------- |
| 2011年            | 16                |
| 2012年            | 11                |
| 2013年            | 8                 |
| 2014年            | 7                 |
| 2015年            | 6                 |
| 2016年            | 営業休止          |
| 2017年            | 暫停營業          |

## 車站周邊
- 河陽郵局
- 長陽保育所
- 南阿蘇村立南阿蘇西小學（日语：南阿蘇村立南阿蘇西小学校）
- 國道325號（日语：国道325号） - 共有繞道和舊道（現時：村道）2條路行走。　主要巴士路線於舊道上行走，距離此站約400米。

## 巴士路線
產交巴士
- 長陽小學前 - 位於國道325號舊道（村道）上

## 相鄰車站
南阿蘇鐵道
高森線
長陽－加勢－阿蘇下田城

## 注腳
1. 1 2  国土数値情報(駅別乗降客数データ)  （页面存档备份，存于）（日語） - 國土交通省，2018年3月22日參閲
2. ↑  . NHK熊本放送局. 2023-07-05  [2023-07-12]. 原始内容存档于2023-07-12.
3. ↑  . 南阿蘇鉄道. 2023-05-19  [2023-06-10]. 原始内容存档于2023-07-12.

## 外部連結
- 加勢｜南阿蘇鐵道 （页面存档备份，存于）（日語）